# Most Zamkowy w Opolu
Most Zamkowy w Opolu zw. Żółty mostek – most stanowiący przeprawę nad Młynówką w Opolu, łączący ul. Zamkową z ul. Piastowską. Wybudowany w 1864 roku w miejsce istniejącego od średniowiecza mostu drewnianego, odbudowany po II wojnie światowej. W 2016 roku wpisany do rejestru zabytków województwa opolskiego decyzją nr 245/2016. W pierwszym kwartale 2025 roku rozpoczął się kompleksowy remont. Obejmuje on rozbiórkę i konserwację metalowych części konstrukcji, które zostaną zakonserwowane i zamontowane ponownie jesienią 2025 roku. Zmianie ulegnie płyta mostu, która zostanie zastąpiona konstrukcją w pełni metalową. Most ma zachować dotychczasowy żółty kolor. 

## Opis
Szerokość jezdni wynosi 4,5 m a szerokość chodników po 1,3 m po obu stronach jezdni. Pomimo iż obecnie metalowe elementy mostu są koloru żółtego, według analiz oryginalnie był najprawdopodobniej zielony lub grafitowy.